# Szomory Emil
Szomory Emil (születési nevén Weisz Emil; Pest, 1872. február 12. – Auschwitz, 1944?) zsidó származású magyar író, újságíró, hírlapíró, színikritikus, színműíró, operettszerző. Szomory Dezső (1869–1944) író, drámaíró öccse. Színházi vonatkozású és szépirodalmi jellegű munkákat is írt.

## Élete és munkássága
Öt évvel született bátyja, Szomory Dezső (1869–1944) író és drámaíró születését követően. Miután elvégezte középiskolai tanulmányait, 1891-től különböző folyóiratoknál újságíróként és hírlapíróként kezdett el dolgozni. Először a Nemzet, később a Magyar Nemzet című újságok munkatársaként dolgozott. Egészen 1903-as megalakulásától kezdve Az Újság című esti napilap munkatársaként tevékenykedett, majd 1918-ban az újság színházi rovatvezetője, illetve belső munkatársa lett.
Az első világháború évei során haditudósítóként dolgozott. 1944-ben zsidó származása miatt elhurcolták. 1944 körül hunyt el az auschwitzi koncentrációs táborban. Számos műve jelent meg nyomtatásban. Több elbeszélést és tárcát írt, melyekből viszonylag sok jelent meg önálló kötetben. Ezenkívül színművek és operettek, valamint operettszövegkönyvek megírását is elvállalta. Továbbá két operettlibrettó is az ő szerzésében jelent meg, ezek a Népopera épületében kerültek bemutatásra. Színikritikusi cikkeket is publikált, ezen írásait Sorry álnéven jelentette meg.

## Művei
- Párizsi mesék – elbeszélés. Budapest, 1895. Újrakiadás – Párisi mesék. Budapest: Athenaeum, 1900.
- Komédia. Budapest: Athenaeum, 1906. Újrakiadás – Komédia. Modern Könyvtár. Budapest: Athenaeum, 1932.
- A mulató Budapest.
- Budapest, tessék kiszállni. Budapest, 1907.
- A függöny előtt és a függöny mögött. Budapest: Singer és Wolfner, 1913. 190 oldal.
- Sárossy, muníciót! és egyéb harctéri levelek. Budapest: Athenaeum, 1914. 77 oldal.
- Havasi gyopár és egyéb levelek az olasz hadszíntérről. Modern könyvtár 468–470. Budapest: Athenaeum, 1915. 79 oldal.
- A bevehetetlen vár. Budapest, 1915.
- Egy 13-as jászkunhuszár és egyéb háborús regények. Budapest, 1917. 142 oldal. Az Ujság, 126. sz.
- A kislány: operett 3 képben – színmű. Budapest: Zipser és König, 1920.